# Enicospilus iangauldi
Enicospilus iangauldi är en stekelart som beskrevs av Fernandez Triana 2005. Enicospilus iangauldi ingår i släktet Enicospilus och familjen brokparasitsteklar. Inga underarter finns listade i Catalogue of Life.